# 腰抜けアフリカ博士
『腰抜けアフリカ博士』（こしぬけアフリカはかせ、原題：Call Me Bwana）は、1963年に製作・公開されたイギリスとアメリカ合衆国の合作映画。

## 作品概要
『珍道中シリーズ』のボブ・ホープのアクション・コメディ。製作は『007は殺しの番号』のアルバート・R・ブロッコリとハリー・サルツマン、『潜望鏡を上げろ』のゴードン・ダグラスが監督した。脚本はネイト・モナスターとジョアンナ・ハーウッドが共同で執筆、撮影は007シリーズで知られるテッド・ムーア、音楽も同作品のモンティー・ノーマンとミューア・マシーソンが共同で、シド・ケインが美術をそれぞれ担当した。出演はボブ・ホープ、『ボッカチオ'70』のアニタ・エクバーグ、ほかにエディ・アダムス、ライオネル・ジェフリーズのほか、プロゴルファーのアーノルド・パーマーが本人役で出演している。

## ストーリー
アメリカの宇宙ロケットのカプセルが回収の途上軌道を外れ、アフリカ大陸に墜落した。ホワイトハウスはこの探索に作兼探検家のマック（ボブ・ホープ）を派遣することを決議する。このことを察知した某国は、そカプセルに満載された月の資料を盗むため、秘密情報部員ルーバ（アニタ・エクバーグ）をアフリカに送る。ところが、女に弱いマット、彼女の父親と称するマンゴー博士（ライオネル・ジェフリーズ）まで狩猟旅行に同行させることになる。道なき道を切り分けて進んでいるうちにマットの情報部員フレッド嬢（エディ・アダムス）は、同行の2人の挙動不審な点を嗅ぎつける。得体の知れない男たちの尾行も察知する。しかし、この機密戦も待望のイキール集落に着いたところで終わる。人食い種族と恐れられるイキール族に捕まったのである。ところが意外にも、酋長は流暢な英語さえ話す“話の分かる男”であり、ここでルーバはマットの男らしさにすっかり惚れてしまう。肝心のカプセルは、神が我らに恵み給いし魔よけなりと、人食い人種たちが敬っている。カプセルを前に近寄ることもできない。ある日の饗宴の席から姿を消したマンゴー博士は、部下の運んだトラックにカプセルを積む。ルーバの手を借りて、マットは勇敢にもトラックに飛びかかるが、遂に2人はカプセルの中に入れられる。激昂したイキール族から逃げる途中、マットの手カプセルに触れる。と、カプセルはトラックを抱いて大空へ！ 気をもむ2人を乗せてアメリカ上空へと向かう。

## キャスト
| 役名                 | 俳優                     |
| -------------------- | ------------------------ |
| マック               | ボブ・ホープ             |
| ルーバ               | アニタ・エクバーグ       |
| フレッド嬢           | エディ・アダムス         |
| マンゴー博士         | ライオネル・ジェフリーズ |
| アーノルド・パーマー | アーノルド・パーマー     |

## スタッフ
- 監督：ゴードン・ダグラス
- 製作：アルバート・R・ブロッコリ、ハリー・サルツマン
- 脚本：ネイト・モナスター、ジョアンナ・ハーウッド
- 音楽：モンティー・ノーマン、ミューア・マシーソン
- 撮影：テッド・ムーア
- 美術：シド・ケイン

## エピソード
同じイオン・プロによる映画『007 ロシアより愛をこめて』の中で、宣伝が行われている。
トルコのイスタンブールにやってきたジェームズ・ボンドは、MI6のトルコ支局主任である現地在住員のケリムと行動を共にする。ケリムは宿敵クリレンクに2度も狙われたので、決着をつけにボンドを伴ってクリレンクの隠れ家へと向かう。2人が目的地に到達するや、まず目に付くのが新作映画の巨大広告で、広告のあるビルの裏に隠れ家がある。この広告が、『腰抜けアフリカ博士』の広告看板となっている。